# Plague Angel
Plague Angel är det svenska black metal-bandet Marduks nionde studioalbum. Det spelades in och mixades i Endarker Studios i september 2004, och släpptes i november samma år via Regain Records. Det är Marduks första album med Mortuus (även i Funeral Mist, under namnet Arioch) på sång, och även första skivan med Magnus "Devo" Andersson på bas (gitarrist i Marduk till 1994).
Första låten, "The Hangman of Prague", handlar om Reinhard Heydrich, efter invasionen av Tjeckoslovakien. Texterna på skivan är till mycket stor del inspirerade av Bibeln, trots Marduks uttalade antireligiositet, då Morgan Håkansson och Mortuus båda är fascinerade av Bibeln. Huvudmannen i Marduk, Morgan Håkansson, säger att han läser Bibeln uteslutande för dess våldsamhet, då våld är det som inspirerar Marduks musik mest, och Morgan Håkansson säger att han kan skriva en låt i huvudet bara genom att titta på en våldsam bild.[källa behövs]
Skivan släpptes utöver CD-versionen som röd vinyl-LP i 700 exemplar och picture disc-LP i lika många. En digipackversion släpptes också, med alternativt omslag och videon till låten "Steel Inferno". Den har också släppts av skivbolaget Blooddawn Productions som boxset tillsammans med Deathmarch-EP:n, ett Marduk-tygmärke och en live-DVD.

## Låtlista
1. "The Hangman of Prague" – 3:05
2. "Throne of Rats" – 2:42
3. "Seven Angels, Seven Trumpets" – 2:47
4. "Life's Emblem" – 4:55
5. "Steel Inferno" – 2:23
6. "Perish in Flames" – 7:46
7. "Holy Blood, Holy Grail" – 2:27
8. "Warschau" – 3:18
9. "Deathmarch" – 4:10
10. "Everything Bleeds" – 3:33
11. "Blutrache" – 7:50

## Medverkande
- Mortuus – sång
- Morgan Håkansson – gitarr
- Magnus "Devo" Andersson – bas
- Emil Dragútinovic – trummor